# Thalassius rossi
Thalassius rossi är en spindelart som beskrevs av Pocock 1902. Thalassius rossi ingår i släktet Thalassius och familjen vårdnätsspindlar. Inga underarter finns listade i Catalogue of Life.